# Victor Hopkins
Victor M. Hopkins (Morice-) (19 de julho de 1904 — 8 de dezembro de 1969) foi um ciclista olímpico estadunidense. Representou sua nação em dois eventos nos Jogos Olímpicos de Verão de 1924.